# Sistema chiuso

Proprietà dei sistemi isolati, chiusi e aperti nello scambio di energia e materia.

Un sistema chiuso in fisica è un sistema che non scambia massa con l'ambiente esterno, mentre può effettuare con esso scambi di energia in tutte le sue forme (compreso il calore) o di lavoro.
Può considerarsi un sistema chiuso una bombola di gas o un sistema pistone-cilindro impermeabile. La risultante di tutte le forze interni agenti sul sistema è nulla.